# Унъюган (река)
Унъюган (хант. Унъюган, устар. Ун-Юган) — река в России, протекает по Октябрьскому району Ханты-Мансийского автономного округа. Длина реки составляет 36 км.
Название реки происходит от хант. ун — «большой» и хант. ёхан — «река» и означает «большая река».
Начинается в болотах на высоте около 101 метра над уровнем моря. Течёт в северном направлении, сначала по болоту, затем, отклоняясь к северо-востоку, через лес. В низовьях преобладающая древесная порода — сосна. Устье реки находится в 86 км по правому берегу реки Нягыньюган. на высоте 44,5 метра над уровнем моря. Вблизи устья река пересекается железной дорогой Ивдель — Приобье.
На реке стоит посёлок Вонъеган

## Данные водного реестра
По данным государственного водного реестра России относится к Нижнеобскому бассейновому округу, водохозяйственный участок реки — Обь от впадения Иртыша до впадения реки Северная Сосьва, речной подбассейн реки — бассейны притока Оби от Иртыша до впадения Северной Сосьвы. Речной бассейн реки — (Нижняя) Обь от впадения Иртыша.
Код объекта в государственном водном реестре — 15020100112115300019641.